# Euphorbia hofstaetteri
Espèce
Statut de conservation UICN

 VU  : Vulnérable
Euphorbia hofstaetteri est une espèce de plantes à fleurs de la famille des euphorbiacées endémique de Madagascar.

## Habitat
Son habitat naturel sont les broussailles sèches subtropicales, ou tropicales, et les zones rocheuses. Elle est menacée par la destruction de son habitat.